# Nyctibora gurneyi
Nyctibora gurneyi är en kackerlacksart som beskrevs av Rocha e Silva och Aguiar 1978. Nyctibora gurneyi ingår i släktet Nyctibora och familjen småkackerlackor. Inga underarter finns listade i Catalogue of Life.